# بلو من گروپ
بلو من گروپ (انگلیسی: Blue Man Group) یک شرکت هنر اجرا آمریکایی است که در سال ۱۹۸۷ تأسیس شد.